# Attagenus incognitus
Attagenus incognitus es una especie de coleóptero de la familia Dermestidae.

## Distribución geográfica
Es endémico de la península ibérica (España).